# Valchov
Valchov (in tedesco Walchau) è un comune della Repubblica Ceca facente parte del distretto di Blansko, in Moravia Meridionale.